# Jangtse-Abkommen 1900
Das Jangtse-Abkommen (auch Jangtse-Vertrag)  bezeichnet ein Abkommen zwischen dem Deutschen Reich und Großbritannien vom 16. Oktober 1900 in London zur Regelung der gemeinsamen wirtschaftlichen Interessen im Kaiserreich China, dem später weitere Großmächte beitraten.
Das Abkommen deklarierte das bereits im Jahr zuvor vom US-amerikanischen Außenminister John Hay eingeforderte „Prinzip der offenen Tür“ für den Handel und die sonstige wirtschaftliche Tätigkeit auf den Flüssen sowie an der Küste Chinas für die europäischen Länder und die Vereinigten Staaten. Dabei sollte zwar die territoriale Integrität Chinas erhalten bleiben, eine Mitbestimmung des Landes war von den Kolonialmächten aber naturgemäß nicht vorgesehen. Ausgenommen von diesen Bestimmungen waren die Stützpunkte der Westmächte in China, sowie, auf Verlangen von deutscher Seite, auch die Mandschurei, die von Russland besetzt war.
Diese Stillhalteabkommen der Westmächte auf Grund des augenblicklichen Kräftegleichgewichts sollte die Vorherrschaft einer Macht in China verhindern. Großbritannien verfolgte mit dem Abkommen insgeheim das Ziel, Deutschland gegen Russland zu positionieren. Deutschland wollte Großbritannien gegen Japan aufbringen und seine Politik der „freien Hand“ fortsetzen. Großbritannien war über die Unstetigkeit der deutschen Politik verstimmt. Daher erlangte das Abkommen für beide Staaten langfristig keine Bedeutung.